# Alchemilla subcrenata
Alchemilla subcrenata é uma espécie de rosácea do gênero Alchemilla, pertencente à família Rosaceae.